# Veldbeek
De Veldbeek is een beek in de Nederlandse gemeente Putten. De Veldbeek ontspringt aan de westrand van de Veluwe en mondt acht kilometer verder uit in de Schuitenbeek (die zelf afwatert op het Nuldernauw). Tot de zijbeken van de Veldbeek behoren de Beek Groot Hell en de Blarinckhorsterbeek. Dit zijn allemaal kwel- of laaglandbeken en staan bovenstrooms een deel van het jaar droog.